# Principato di Paternò
Il Principato di Paternò (in latino Principatus Paternionis, in spagnolo Principado de Paternò) fu uno stato feudale esistito in Sicilia tra la seconda metà del XVI secolo e gli inizi del XIX secolo.
Dominio della famiglia Moncada situato nella parte orientale dell'isola, creato nel 1565 dal Re di Spagna, fu il terzo principato creato nel Regno di Sicilia dopo quelli di Butera e di Castelvetrano, ed era uno dei maggiori Stati feudali per estensione e ampiezza demografica.

## Territorio
Il Principato di Paternò comprendeva gli attuali comuni di Belpasso, Nicolosi, Paternò, Ragalna e Santa Maria di Licodia, in provincia di Catania.
Il suo territorio comprendeva anche diciotto feudi: Piraino, San Vito, Stagliata, Pennino di Lupo, Casa di Lupo, Iazzo Rosso, Vasadonna, Cugno, Sferro, Gerbini, Pitulenti, Fragione, San Brancato, Malconcinato, Margicheri, Costantina, Scala, Salinella, ciascuno ripartito in molte tenute.

## Storia

### Origini del feudo
La terra di Paternò, nel Val Demone, fu per la prima infeudata nella seconda metà dell'XI secolo, con la cacciata degli occupanti saraceni per opera dei Normanni guidati da Ruggero d'Altavilla, che intorno al 1072 vi fece edificare un castello per assediare Catania, ancora in mano agli Arabi. Il Gran Conte Ruggero nel 1075 elevò la città a rango di contea, che assegnò alla figlia Flandina. Quest'ultima, vedova di Ugo di Jersey, si risposò nel 1089 con Enrico del Vasto, e per mezzo di questa unione, la Contea di Paternò passò sotto il dominio degli Aleramici.
In epoca sveva, la Contea andò in possesso di Bartolomeo de Luci e soppressa dopo la sua morte avvenuta nel 1201. Fu in seguito ripristinata due volte: nel 1251, assegnata a Galvano Lancia; nel 1365 con Artale I Alagona che aveva dato in permuta la Contea di Mistretta. Nuovamente soppressa la Contea e ridotta a rango baronale nel XIV secolo, Paternò fu dapprima sotto il dominio feudale di Ugo di Empúries, conte di Squillace, e dal 1302 al 1431 fece parte della Camera Reginale, istituita dal sovrano Federico III di Sicilia, come dono di nozze alla consorte Eleonora d'Angiò.
Nel 1431, lo Stato di Paternò fu venduto dal re Alfonso il Magnanimo a Niccolò Speciale, per la somma di 3.000 onze in oro e col patto di ricompra.  A questi succedette il figlio Pietro nel 1443, il quale poi perdette la signoria della città nel 1446, che tornò al Regio Demanio. La condizione di demanialità di Paternò durò appena un decennio, poiché nel 1456, Guglielmo Raimondo Moncada Esfanoller, conte di Adernò la acquistò per 25.000 fiorini, e su di essa assunse il diritto di mero e misto imperio e il titolo di signore per privilegio dato dal re Alfonso V d'Aragona.

### Il dominio dei Moncada
I Moncada, tra le più potenti famiglie feudali del Regno di Sicilia, stabilirono il proprio dominio su Paternò, che durò per quasi quattro secoli. Al Conte Guglielmo Raimondo succedette alla sua morte il figlio Gian Tommaso, che della signoria di Paternò ebbe conferma per privilegio dato il 5 luglio 1466 dal re Giovanni I d'Aragona. Il Conte di Adernò, ottenne il consenso delle altre universitas demaniali del Regno per il suo possesso di Paternò al parlamento di Messina del 1469, e confermato dal Re Giovanni con diploma concesso l'11 settembre 1477. Ma il successore di Giovanni al trono dell'isola, Ferdinando II d'Aragona, nel 1478 concedette lo ius luendi su Paternò allo zio Enrique Enríquez de Quiñones, il quale pretese di esercitare il diritto di ricompra. Il Moncada si oppose a questa decisione, presentò ricorso al Tribunale della Regia Gran Corte di Palermo, e avviò la lite contro l'Enriquez, conclusasi nel 1491 in suo favore, e con il versamento di 28.000 fiorini alla parte avversa.
Nel 1535, esponenti della nobiltà civica paternese, quali Pietro Bellia e Bartolomeo La Rocca, formularono un'istanza all'imperatore Carlo V d'Asburgo, con la quale chiesero l'abolizione di alcuni usi angarici pretesi dal conte Antonio Moncada a detrimento dei suoi vassalli. Il Conte di Adernò veniva accusato sia di esigere, senza pagare alcun costo di noleggio (loerio), «bestii et cavalcaturi, quali ditti chitatini et habitaturi tenino per loro necessario», che spesso lasciava maltrattare sino a causarne la morte; sia di imporre ai cittadini paternesi l'obbligo di «dari posati in loro casa», ossia di alloggiare nelle proprie abitazioni persone e animali, secondo il suo arbitrio e sotto la pena del carcere. L'istanza dei paternesi fu accolta favorevolmente dal Sovrano, che incaricò il viceré Ferrante Gonzaga, conte di Guastalla, del disbrigo delle pratiche formali necessarie alla sua esecuzione. L'iniziativa fu respinta dal Tribunale della Regia Gran Corte nel 1537, e tale decisione ebbe l'effetto di fomentare a Paternò numerosi scontri tra la fazione fedele al Conte di Adernò e quella avversa al medesimo feudatario. L'anno seguente, nel 1537, si riunì il consiglio civico, con i quattro sindaci, Giacomo Carrabotta, Ercole Collo, Ferdinando Caracita e Girolamo La Rocca, apertamente schierati contro il feudatario, che formularono istanza di devoluzione al demanio di Paternò, nella quale veniva contestata l'acquisto dello ius luendi fatta a fine XV secolo dal conte Gian Tommaso Moncada. La predetta istanza fu anch'essa respinta dal Tribunale della Regia Gran Corte nel 1538, che giudicò regolare l'acquisto fatto dal Conte Gian Tommaso, e a seguitò di ciò, i cittadini paternesi, rassegnati in virtù del verdetto emesso dal tribunale, si riunirono in un nuovo consiglio civico alla presenza del Conte d'Adernò, in cui stipularono un accordo con quest'ultimo con l'abolizione dei gravami angarici e parangarici contestati e imposti dal feudatario ai suoi vassalli.
Nel 1549, morì il Conte Antonio, che aveva fissato la propria dimora a Paternò, e gli succedette nella signoria della città il figlio Francesco de Luna Rosso, VIII conte di Adernò, che per i suoi servigi politici e militari resi alla Corona, fu investito del titolo di I principe di Paternò per privilegio dato l'8 aprile 1565 dal re Filippo II di Spagna, esecutoriato il 3 giugno 1567.
Giovanni Agostino della Lengueglia nella sua opera storico-encomiastica Ritratti della prosapia et heroi Moncadi nella Sicilia (1657), ritiene che la decisione assunta dal monarca spagnolo di elevare la città di Paternò da semplice terra baronale a rango di Stato principesco, pur essendo uno dei feudi minori dei Moncada, fu dovuta a ragioni storico-politiche e alle caratteristiche naturali del suo territorio:
Né paia strano, che il nobil titolo egli imponesse à Paternò, quando vi erano altri feudi nella sua casa più antichi, più colmi di habitatori, e senza paragone più fruttuosi di redditi onde pare, che ad essi meritasse tal fregio la condizione di ricchi, di antiani, di facultosi. Peroche infatti la Città di Paternò possiede molti singolari prerogative, le quali tutte litigaron per lei, e vinsero il Principato. Siede sopra un rilevato poggetto dominatore di quali immensa pianura, e dove una parte fa curioso intoppo lo sguardo del Monte Etna, per l'altra gli lascia prendere licenziose carriere in una smisurata campagna sicché sovrastando l'eccelso fito à tanto sottoposto paese; perché di qui ancora convenga titolo dominatore.
Ma quello che forse più affettionò a questo luogo l'animo del Principe Don Francesco, è l'habitarvi molte nobili Famiglie, che signorilmente si trattano, e tutti gli habitatori per genio inchinando all'attilato vestire, forman della lor Patria una residenza da Principe, a cui la pompa de' sudditi accresce la Maestà.
Aggiungesi che stendendosi i termini di quel dominio, quasi fin su le porte di Catania, i Cavalieri di quella illustrissima Patria posseggon varie tenute su un fertile territorio di Paternò; si che, oltre il dare alla Casa Moncada nobili sudditi, acquista a' medesimi nobilissimi dipendenti in quei Signori, che tenendo l'affetto dove tengono i beni, traggon dal Principato i frutti delle rendite, ed a' Principi fruttan divotione.
Nonostante l'elevazione a principato, lo Stato di Paternò continuò ad essere per i Moncada un possesso feudale secondario, e la sede del loro potere e della loro corte rimaneva sempre Caltanissetta, capitale dell'omonima contea di cui erano feudatari dal XV secolo. Unico periodo in cui la cittadina etnea godette di maggiore importanza da parte dei suoi feudatari fu quando il Principato era governato da Cesare Moncada Pignatelli, II principe di Paternò, figlio di Francesco, che vi aveva stabilito la propria corte assieme alla consorte Aloisia de Luna Vega, duchessa di Bivona. Molti furono i forestieri incoraggiati dai Moncada a stabilirsi nel Principato, ed essi erano per gran parte di estrazione nobile e borghese e provenienti da altre zone dell'isola (in particolare da Catania) e dalla Spagna.
Il Principato di Paternò registrò anche una significativa espansione demografica, salvo una lieve contrazione avvenuta alla fine del XVI secolo, causata dall'inasprimento della politica fiscale attuata dai governanti dopo il 1570, che spinse alcune famiglie a emigrare: nel 1583 gli abitanti erano 6.415, che aumentarono a 9.808 nel 1798. A Paternò ebbe ad affermarsi un ceto facoltoso, e notevole fu lo sviluppo delle attività economiche: ebbero infatti notevole impulso l'agricoltura, l'artigianato e il commercio. Fu uno dei territori della Sicilia con un elevato tenore di vita, che nel 1583 arrivò ad avere una ricchezza complessiva di circa 123.000 onze, perlopiù in beni immobili e attività agricole. Il territorio del Principato dovette affrontare i problemi della peste nel 1576 (che a Paternò causò 70 morti), e quello del banditismo che infestava le sue contrade, con una banda di duecento malandrini guidata da Giovanni Giorgio Luna, un popolano di Randazzo, sgominata nel 1592 dal principe Francesco Moncada de Luna Vega, capitano generale del Regno, che eliminò numerosi ladri e banditi. Il capobanda fu catturato e giustiziato a Messina.
Nel corso del XVII secolo, nel territorio del Principato di Paternò si assistette ad alcuni mutamenti sul piano urbanistico. Nel 1615, il principe Antonio d'Aragona Moncada emanò i capitoli diretti a favorire il ripopolamento della città alta mediante l'elargizione di esenzioni fiscali e privilegi a cittadini e forestieri, successivamente riconfermati nel 1637. A quel tempo infatti, l'abitato della città cominciò a spostarsi dalla collina alla parte inferiore della città. Il 5 luglio 1636, il principe Luigi Guglielmo Moncada La Cerda emanò e firmò un atto pubblico con cui si procedette alla divisione del territorio di Paternò, con lacostituzione del comune di Malpasso, la cui autonomia fu reclamata da tempo dai cittadini del casale. L'abitato di Malpasso comprendeva le terre di Malpasso, Camporotondo, Guardia e Nicolosi, e nella terribile eruzione dell'Etna del 1669, con la lava che arrivò fino a Catania, i superstiti di detti casali furono evacuati in due nuovi siti denominati Fenicia Moncada e Stella Aragona. Il terremoto del 1693, particolarmente devastante, distrusse tutti i casali del Principato, in particolare Fenicia Moncada e Stella Aragona, i cui abitanti superstiti, riedificarono un unico comune sotto il nome di Belpasso.
Il catastrofico evento sismico a Paternò causò un'ulteriore spinta centrifuga verso la pianura sottostante la collina, dove i nuovi insediamenti determinarono la formazione di una serie di contrade o di quartieri, generalmente denominati dai principali edifici religiosi attraversati da una fitta rete di viuzze e collegati fra loro mediante alcune strade principali nella cui intersezione vi erano le nuove piazze, centri di vita e di commerci, di traffici e di attività artigianali. La ripresa economica e sociale avvenne a inizio Settecento, periodo in cui molte furono le opere pubbliche realizzate, che portarono all'assetto definitivo del centro storico di Paternò con la realizzazione di strade e piazze, e la costruzione di numerosi palazzi ed edifici religiosi. Notevole fu il sorgere di attività culturali con l'istituzione dell'Accademia dei Rinnovati (1634) e la fondazione del teatro (1704).
Alla morte del principe Ferdinando Moncada Aragona, avvenuta nel 1713, il cugino Luigi Guglielmo Moncada Branciforte, duca di San Giovanni, promosse una lite giudiziaria, che lo vide contrapposto all'unica figlia legittima del Principe di Paternò, Caterina Moncada Fajardo, coniugata con Giuseppe Federico Alvarez de Toledo, duca di Ferrandina, per impedire che tutti gli Stati feudali del casato passassero in dote a questi. Il 24 novembre 1716, Giuseppe Fernandez de Medrano, marchese di Mompileri e presidente della Gran Corte, si investì del Principato di Paternò per conto di chi avrebbe dovuto assumerne la successione. Lo Stato tornò nuovamente in possesso dei Moncada con la prima sentenza, a seguito della quale in data 3 maggio 1747 ricevette investitura Francesco Rodrigo Moncada Ventimiglia, figlio secondogenito di Luigi Guglielmo. La vicenda si protrasse fino al 1752, quando fu emessa sentenza definitiva, ed in virtù del fidecommisso agnatizio mascolino stabilito dal conte Giovanni Tommaso Moncada nel 1501, la Gran Corte civile assegnò ai Duchi di San Giovanni, oltre al Principato di Paternò, altri importanti stati feudali come la Contea di Caltanissetta, e le baronie di Melilli e Motta Sant'Anastasia.
Nel XVIII secolo, il Principato di Paternò si presentava suddiviso nelle tre universitas di Paternò, Belpasso e Nicolosi. Paternò in particolare aveva una struttura amministrativa formata da quattro padri giurati, il capitano, il sindaco, il secreto e dei giudici nominati dal Principe. Nel corso della lite giudiziaria tra i Moncada e gli Alvarez de Toledo, i cittadini paternesi, in modo particolare l'élite locale, si organizzarono per ottenere la restituzione di Paternò al demanio: nel 1713, offrirono ai Principi Moncada un'ingente somma per il suo riscatto; nel 1720, si associarono alla popolazione di Caltanissetta, anch'essi in lotta per l'affrancazione della loro città.
Nel 1753, fu promossa una nuova istanza di riduzione al Regio Demanio di Paternò, per iniziativa di Michelangelo Moncada, giurato della città, che presentò ricorso al Viceré di Sicilia, e domandò di poter tenere un consiglio pubblico per la ricompra del mero e misto imperio, e il ripristino della città sotto la diretta giurisdizione della Corona. Il Viceré affidò il ricorso al Tribunale del Regio Patrimonio, che a sua volta lo trasmise al Secreto di Acireale. Dal consiglio furono esclusi gli amministratori di Belpasso e Nicolosi, e fu deciso che per la ricompra non bisognava pagare il riscatto al Principe di Paternò, ma di cedere a questi le rendite che l'Università di Paternò annualmente riscuoteva dal Monastero di San Nicolò l'Arena di Catania e dai Baroni Clarenza, rispettivamente di 55 e 18 onze. La lite durò fino al 1758, e con esito sfavorevole ai ricorrenti, poiché in quell'anno la Suprema Giunta del Regno di Sicilia, su istanza della contessa Giuseppina Ruffo Moncada, moglie del Principe Francesco Rodrigo, consigliò al Re di decidere che nelle istanze per la riduzione di uno Stato feudale al demanio il Regio Fisco non dovesse intervenire. Successivamente, i quattro sindaci di Paternò presentarono nuova domanda di demanializzazione, con azione redibitoria, ed anche questo nuovo tentativo ebbe per loro conclusione sfavorevole. Nel 1776, i cittadini di Paternò stipularono una transazione con il principe Giovanni Luigi Moncada Ruffo, per cui, rinunciando essi al loro diritto di compascolo, il Principe in compenso si obbligava a corrispondere molte somme annuali in sollievo della popolazione e ad erogare molte somme in opere pubbliche» per un ammontare di 600 onze l'anno.

### La fine del feudalesimo
La fine del dominio feudale dei Moncada sul Principato di Paternò coincise con la sua soppressione, avvenuta con l'abolizione del feudalesimo in Sicilia nel 1812, sancita con la promulgazione, nell'anno medesimo, della Costituzione siciliana, concessa dal re Ferdinando III di Borbone in risposta alla rivolta scoppiata nell'isola e all'avanzata napoleonica. Il Principe di Paternò ebbe diritto ad un seggio ereditario nella neocostituita Parìa di Sicilia.
Il titolo di Principe di Paternò, e degli altri ad esso collegati, ottenne legale riconoscimento dal Regno d'Italia con Pietro Moncada Starrabba, XII principe di Paternò, con D.M. del 16 ottobre 1900.

## Cronotassi dei Principi di Paternò

### Epoca feudale
- Francesco Moncada de Luna Rosso (1565-1568)
- Cesare Moncada Pignatelli (1568-1571)
- Francesco Moncada de Luna Salviati (1571-1592)
- Antonio d'Aragona Moncada (1612-1627)
- Luigi Guglielmo Moncada d'Aragona La Cerda (1627-1673)
- Ferdinando Moncada d'Aragona Moncada (1673-1713)
- Caterina Moncada d'Aragona Fajardo (1713-1727)
- Francesco Rodrigo Moncada Ventimiglia (1747-1764)
- Giovanni Luigi Moncada Ventimiglia Ruffo (1764-1812)

### Epoca post-feudale
- Giovanni Luigi Moncada Ventimiglia Ruffo (1812-1827)
- Pietro Moncada Beccadelli di Bologna (1827-1861)
- Corrado Moncada Bajada (1861-1895)
- Pietro Moncada Starrabba (1895-1920)
- Ugo Moncada Valguarnera (1920-1946)

### Epoca post-monarchica
- Ugo Moncada Valguarnera (1946-1973)
- Pietro Moncada Lanza Branciforte (1973-2001)
- Francesco Rodrigo Moncada Lanza Branciforte (2001-2012)
- Ugo Moncada Verde (2012-)